# 1951 aux échecs
| Années des échecs : 1948 - 1949 - 1950 - 1951 - 1952 - 1953 - 1954    |
| Décennies des échecs : 1920 - 1930 - 1940 - 1950 - 1960 - 1970 - 1980 |

Cet article présente les faits marquants de l'année 1951 aux échecs.

## Événements majeurs
Mikhaïl Botvinnik fait match nul lors du match pour le Championnat du monde d'échecs 1951 qui l'oppose à David Bronstein et conserve son titre de champion du monde.

## Championnats nationaux
- Argentine : Miguel Najdorf remporte le championnat[1],[2]. Chez les femmes, María Angélica Berea de Montero s’impose.
- Autriche : Josef Lokvenc et Taddäus Leinweber remportent le championnat[3]. Chez les femmes, Gertrude Wagner[4].
- Belgique : Albéric O’Kelly  remporte le championnat[5]. Chez les femmes, Simone Bussers s’impose [6].
- Brésil : Eugenio German remporte le championnat[7].
- Bulgarie : Alexander Tsvetkov remporte le Championnat[8] chez les hommes, alors que le premier championnat féminin est remporté par Antonia Ivanova.
- Canada : Paul Vaitonis remporte le championnat[9].
- Écosse : Alexander Aird Thomson remporte le championnat[10].
- Espagne : Román Torán remporte le championnat[11]. Chez les femmes, c’est Sofia Ruiz qui s’impose[12].
- États-Unis : Larry Evans remporte le championnat[Note 1],[13]. Chez les femmes, Mary Bain s’imposent[14].
- Finlande: Kaarle Ojanen remporte le championnat[15].
- France : Maurice Raizman remporte le championnat [16]. Chez les femmes, pas de championnat[17].
- Pologne :
- Royaume-Uni : Ernest Klein remporte le championnat[18].
- Suisse : Henri Grob remporte le championnat [19]. Chez les dames, c’est Lina Wiget qui s’impose[20].
- RSS d'Ukraine : Anatoli Bannik remporte le championnat[21],[22], dans le cadre de l’U.R.S.S.. Chez les femmes, Lyubov Kohan s’impose[23].
- RFP Yougoslavie : Braslav Rabar remporte le championnat[24],[25]. Chez les femmes, Verica Jovanović s’impose.

## Divers
- Ecriture du programme d'échecs de Dietrich Prinz, le premier pouvant jouer aux échecs[26].

## Naissances
- Ulf Andersson
- Anatoli Karpov (23 mai)
- Jan Timman
- Eugenio Torre
- Rafael Vaganian

## Nécrologie
- En janvier : Nikolai Zubarev (en)
- 5 janvier : Siegfried Reginald Wolf (en)
- 8 janvier : Willem Schelfhout (en)
- 15 janvier : Erwin Voellmy
- 23 avril : Alain White, problémiste américain
- 29 mai : Géza Maróczy
- 19 août : Ferenc Chalupetzky (en)
- 23 août : Louise Pape
- 14 septembre : Maud Flandin
- 1er octobre : Otto Wurzburg, problémiste américain
- 18 octobre : Edith Michell
- 26 novembre : Charles Wreford-Brown (en)
- 11 décembre : Joseph Henry Blake (en)
- 16 décembre : Thomas Dawson